# Lista över fornlämningar i Norrtälje kommun
Lista över fornlämningar i Norrtälje kommun är en förteckning av ett urval av de fornlämningar som finns i Norrtälje kommun.

## Blidö
Se Lista över fornlämningar i Norrtälje kommun (Blidö)

## Edebo
Se Lista över fornlämningar i Norrtälje kommun (Edebo)

## Edsbro
Se Lista över fornlämningar i Norrtälje kommun (Edsbro)

## Estuna
Se Lista över fornlämningar i Norrtälje kommun (Estuna)

## Fasterna
Se Lista över fornlämningar i Norrtälje kommun (Fasterna)

## Frötuna
Se Lista över fornlämningar i Norrtälje kommun (Frötuna)

## Gottröra
Se Lista över fornlämningar i Norrtälje kommun (Gottröra)

## Husby-Sjuhundra
Se Lista över fornlämningar i Norrtälje kommun (Husby-Sjuhundra)

## Häverö
Se Lista över fornlämningar i Norrtälje kommun (Häverö)

## Lohärad
Se Lista över fornlämningar i Norrtälje kommun (Lohärad)

## Länna
Se Lista över fornlämningar i Norrtälje kommun (Länna)

## Malsta
Se Lista över fornlämningar i Norrtälje kommun (Malsta)

## Norrtälje
Se Lista över fornlämningar i Norrtälje kommun (Norrtälje)

## Närtuna
Se Lista över fornlämningar i Norrtälje kommun (Närtuna)

## Riala
Se Lista över fornlämningar i Norrtälje kommun (Riala)

## Rimbo
Se Lista över fornlämningar i Norrtälje kommun (Rimbo)

## Roslags-Bro
Se Lista över fornlämningar i Norrtälje kommun (Roslags-Bro)

## Rådmansö
Se Lista över fornlämningar i Norrtälje kommun (Rådmansö)

## Rö
Se Lista över fornlämningar i Norrtälje kommun (Rö)

## Singö
| Namn       | Lämningstyp  | Tillkomsttid | Historisk indelning | Plats | Läge                 | ID-nr          | Bild                                 |
| ---------- | ------------ | ------------ | ------------------- | ----- | -------------------- | -------------- | ------------------------------------ |
| Singö 7:1  | Röse         |              | Singö, Uppland      |       | 60.217511, 18.728508 | 10008100070001 | Ladda upp en bild av detta fornminne |
| Singö 13:1 | Stensättning |              | Singö, Uppland      |       | 60.177539, 18.788773 | 10008100130001 | Ladda upp en bild av detta fornminne |
| Singö 17:1 | Stensättning |              | Singö, Uppland      |       | 60.143151, 18.785223 | 10008100170001 | Ladda upp en bild av detta fornminne |

## Skederid
Se Lista över fornlämningar i Norrtälje kommun (Skederid)

## Söderby-Karl
Se Lista över fornlämningar i Norrtälje kommun (Söderby-Karl)

## Ununge
Se Lista över fornlämningar i Norrtälje kommun (Ununge)

## Väddö
Se Lista över fornlämningar i Norrtälje kommun (Väddö)

## Vätö
Se Lista över fornlämningar i Norrtälje kommun (Vätö)